# Адріана Казелотті
Адріана Казелотті (англ. Adriana Caselotti; нар. 6 травня 1916, Бриджпорт, Коннектикут, США — пом. 18 січня 1997, Лос-Анджелес, Каліфорнія, США) — американська акторка та співачка італійського походження. Славу отримала за озвучення Білосніжки в класичному мультфільмі Волта Діснея «Білосніжка і сім гномів» 1937 року, після якого Дісней заборонив їй зніматися деінде.

## Біографія
Народилась в родині іммігрантів з Італії. Батько Гвідо Казелотті (Guido Caselotti) викладав музику та спів. Мати Марія Казелотті (Maria Caselotti) була співачкою в Римському оперному театрі.  
До середини 1930-х Адріана працювала у студійному хорі на «MGM», поки у 1936 році Волт Дісней не запросив її озвучити головну роль у своєму новому мультфільмі «Білосніжка і сім гномів». Після виходу мультфільму представники студії внесли ім'я акторки у своєрідний "чорний список" — Дісней не хотів, щоб її голос звучав де-небудь ще. Американський комік Джек Бенні зізнавався, що особисто зв'язувався з мультиплікатором, щоб випросити дозвіл використовувати голос Казелотті, але Дісней категорично відмовився. Однак попри заборону виступати, Адріана Казелотті зіграла ще кілька ролей: виконала партію Джульєтти у пісні Залізного Дроворуба «If I Only had a Heart» з фільму «Чарівник країни Оз», а також зіграла епізодичну роль співачки у фільмі «Це дивовижне життя» 1946 року. 
До образу Білосніжки Казелотті поверталась усе життя. У 1973 році вона з'явилась в одному з епізодів шоу «The Julie Andrews Hour», брала участь у шоу Майкла Дугласа. Казелотті заробляла на життя продажем автографів, робила спроби пробитись в Оперу. На початку 90-х коли у Діснейленді перебудовували грот Білосніжки 75-літня Казелотті перезаписала пісню «I'm Wishing». У 1994 році за озвучку Білосніжки Казелотті отримала нагороду «Легенда Діснею».
Була одружена чотири рази. В 1945 році побралася з Робертом Чардом (Robert Chard), розлучилася. В 1952 році обвінчалася з актором Норвелом Мітчеллом (Norval Mitchell). Після весілля чоловік пішов на пенсію, а в 1972 році помер. У тому ж Казелотті пошлюбила доктора Дена Костігена (Dana Costigan). Ставши вдовою вдруге, одружилася з Флоріаном Сент-П'єром (Florian St Pierre), розлучилася.
Адріана Казелотті багато років хворіла на рак молочної залози. Їй була зроблена мастектомія, але марно. У 1996 році в неї було виявлено рак легень, а 18 січня 1997 року Адріана Казелотті пішла з життя у віці 80 років. Тіло було кремоване, прах розвіяний над містом Ньюпорт-Біч у Каліфорнії.

## Вибрана фільмографія
| Рік  |    | Українська назва           | Оригінальна назва               | Роль                   |
| ---- | -- | -------------------------- | ------------------------------- | ---------------------- |
| 1937 | ф  | Наречена була в червоному  | The Bride Wore Red              | перша сільська дівчина |
| 1937 | мф | Білосніжка і семеро гномів | Snow White and the Seven Dwarfs | Білосніжка             |
| 1939 | ф  | Чарівник країни Оз         | The Wizard of Oz                | Джульєтта              |
| 1942 | ф  | Ми танцювали               | We Were Dancing                 | оперна співачка        |
| 1946 | ф  | Це дивовижне життя         | It's a Wonderful Life           | співачка в Martini's   |